# Babenhausen (Hesse)
Babenhausen é um município da Alemanha, situado no distrito de Darmstadt-Dieburg, no estado de Hesse. Tem 66,87 km² de área, e sua população em 2019 foi estimada em 16.940 habitantes.